# Choujiu
El choujiu (稠酒) es un tipo de bebida alcohólica fermentada china elaborado a partir de arroz glutinoso. Es muy espeso y tiene un color blanco lechoso, que a veces se compara con el del jade.
El choujiu es una variedad antigua de vino chino, y posiblemente el vino chino original. Su origen se remonta a la dinastía Tang, durante la cual fue elogiada por el poeta Li Bai. En la antigüedad, el choujiu era llamado 醪醴 o yùjiāng (玉浆).
Actualmente, la ciudad de Xi'an es especialmente conocida por su choujiu.
El doburoku (濁酒) es el equivalente japonés del choujiu, y en Corea el gamju y el makgeolli son parecidos.